# HyperMach SonicStar
SonicStar je koncept nadzvočnega poslovenga letala, ki ga je predlagal HyperMachov direktor Richard Lugg.
Lugg je izjavil leta 2011 na mitingu Paris Air Show, da bi letalo poletelo do junija 2021. Doseglo naj bi hitrosti do Mach 3,6 (4 410,12 km/h; 2 740,32 milj/h). Letelo naj bi na višini 60 000 čevljev (18 300m). Motorji naj bi porabili 30% manj goriva kot Rolls Royce Olympus 593 na Concordu. SonicStar naj bi teoretično letel dvakrat hitreje od Concorda. Poganjala bi ga dva motorja SonicBlue S-MAGJET (Supersonic-Magnetic Advanced Generation Jet Electric Turbine). Nadzvočni pok naj bi zmanjšali s trenutno še neobstoječo tehnologijo elektromagnetnega zmanjšanja upora. 
SonicStar bi prevažal 10-20 potnikov v luksuzni kabini.